# Schlalach
Schlalach ist ein Ortsteil der amtsangehörigen Gemeinde Mühlenfließ im Landkreis Potsdam-Mittelmark in Brandenburg. Der Ort gehört dem Amt Niemegk an und war bis zum 1. Juli 2002 eine eigenständige Gemeinde.

## Lage

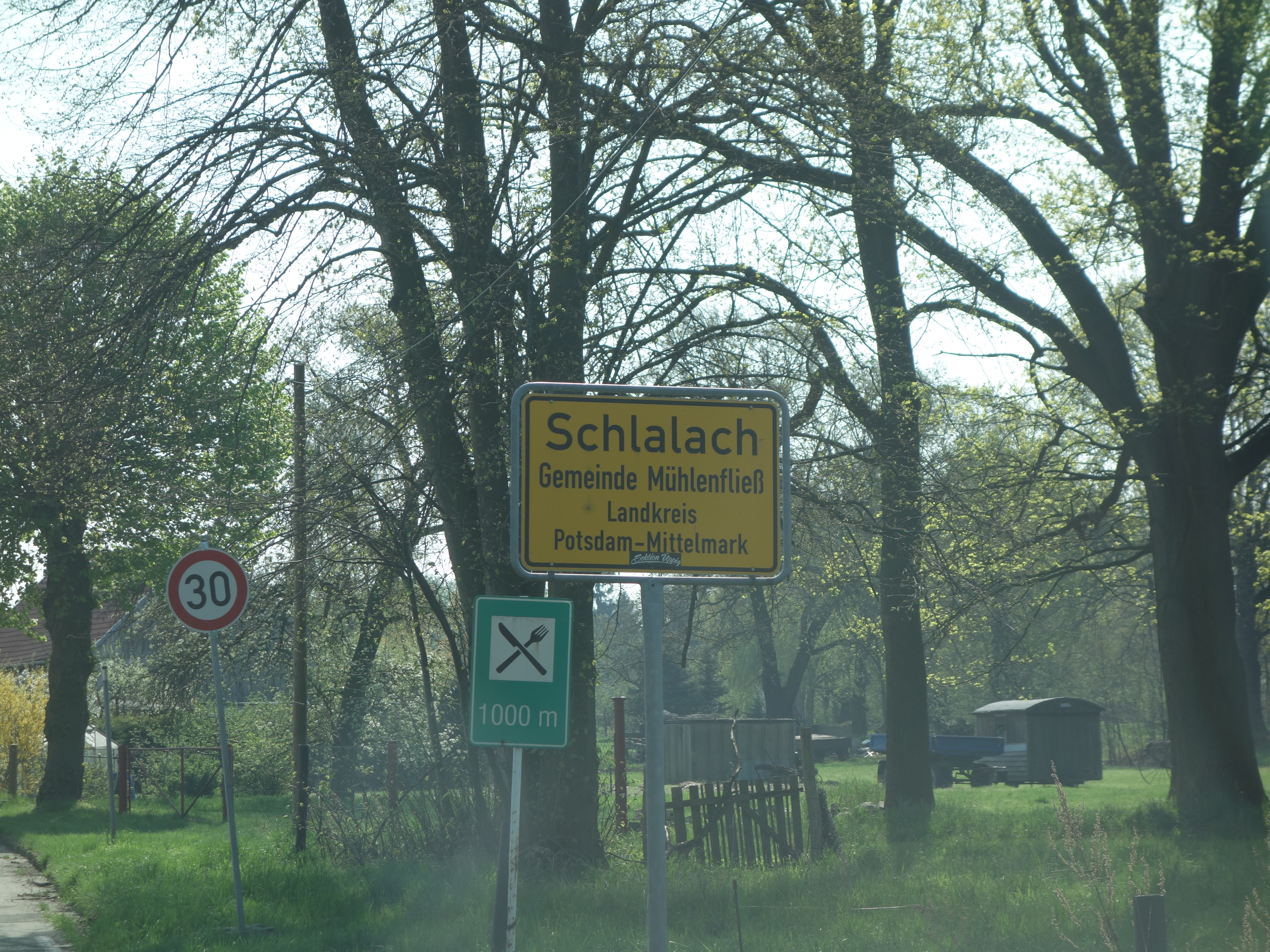
Ortseingang Schlalach

Schlalach liegt am Nordrand des Hohen Flämings im Naturpark Nuthe-Nieplitz etwa fünf Kilometer nordwestlich von Treuenbrietzen. Umliegende Ortschaften sind der zur Gemeinde Linthe gehörende Ortsteil Deutsch Bork im Norden, der Ortsteil Brachwitz der Stadt Treuenbrietzen im Osten, Treuenbrietzen im Südosten, Nichel im Süden, Jeserig im Südwesten, Linthe im Westen sowie der zur Stadt Brück gehörende Ortsteil Neuendorf im Nordwesten.
Durch Schlalach verlaufen die Landesstraße 851 von Treuenbrietzen zur Bundesstraße 246 bei Borkheide sowie die Kreisstraße 6918 nach Linthe. Die Bundesstraße 2 verläuft etwa fünf Kilometer südöstlich des Ortes, die Bundesstraße 246 liegt knapp neun Kilometer nördlich. Zudem verläuft die Bundesautobahn 9 durch den Ort, deren nächstgelegene Anschlussstelle Brück ist etwa sieben Kilometer entfernt.
Durch den Ort fließt der Schlalacher Mühlengraben, ein Nebenfluss des Brück-Neuendorfer Kanals.

## Geschichte
Schlalach wurde indirekt 1342 durch die Erwähnung eines Symon de Slanloch erstmals in einer Urkunde genannt. Zum ersten Mal gesichert und schriftlich erwähnt ist der Ort Schlalach 1375 als Slanlach im Landbuch Karls IV. Die Grundherrschaft über den Ort hatte zu dieser Zeit die Familie von Oppen inne. Im Jahr 1669 wurde der heutige Name erwähnt. Der Ortsname stammt von dem slawischen Wort Slony lug ab und beschreibt eine sumpfige Waldlichtung. Der Ort liegt in der Nähe von Salzstellen, die früher zur Salzgewinnung genutzt wurden.
Im Jahr 1375 gab es in Schlalach 30 Hufen, davon waren zwei Pfarrhufen. Die abgabepflichtigen Hufen mussten je vier Scheffel Roggen und vier Scheffel Hafer als Landpacht zahlen. Des Weiteren lebten damals 30 Kötter in Schlalach. Außerdem gab es damals eine Mühle im Ort. Um 1572 sollen am Ort zwei Rittergüter der Oppen bestanden haben.

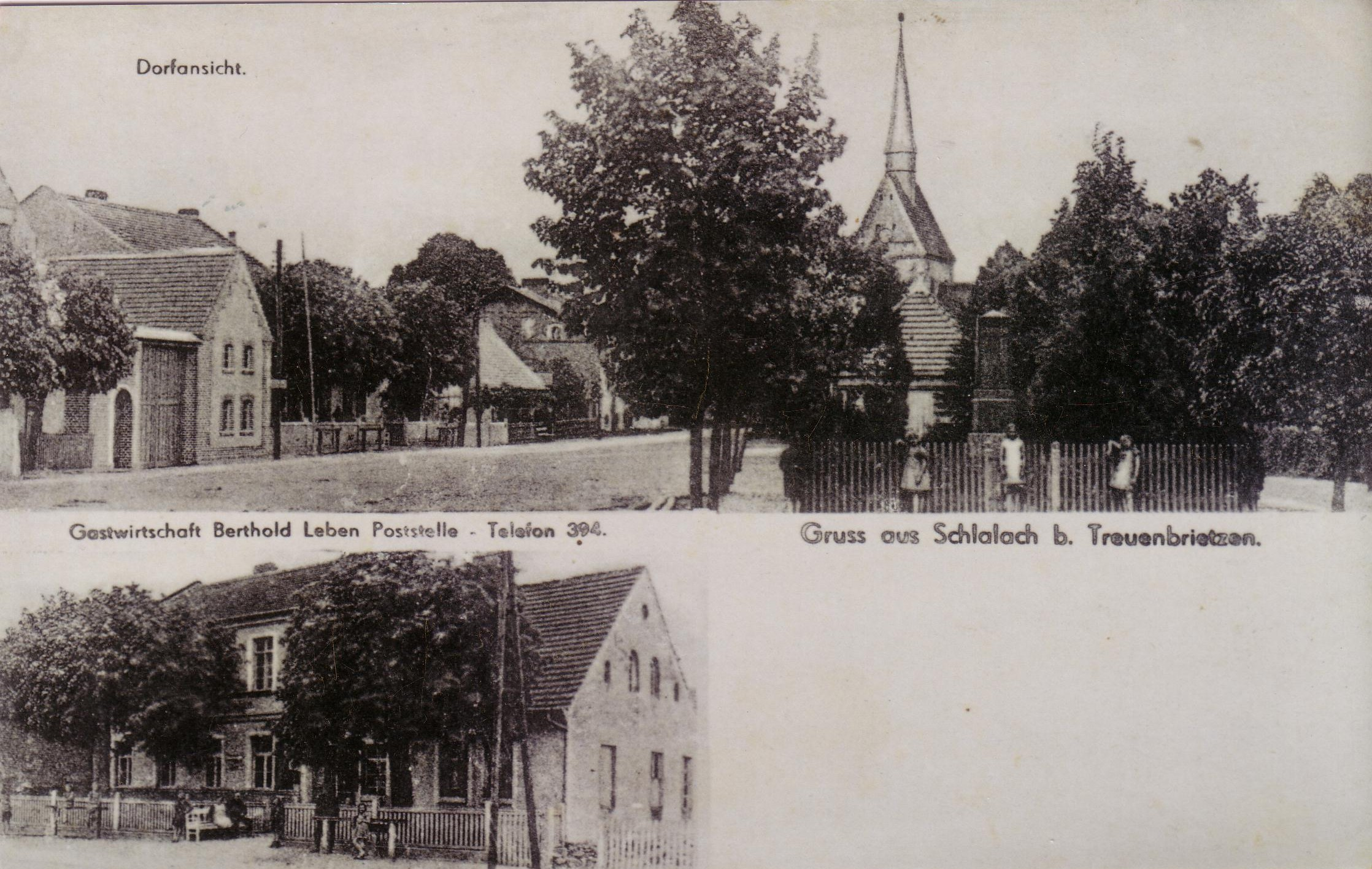
Dorfplatz von Schlalach auf einer Ansichtskarte aus den 1920er Jahren

Während des Dreißigjährigen Krieges wurde Schlalach stark beschädigt und fast vollständig entvölkert. Infolgedessen verschuldeten sich die fusionierten Güter. Die Familie von Oppen verkauften den Besitz im Jahr 1681 an den Großen Kurfürst Friedrich Wilhelm von Brandenburg und gingen auf das Gut Alten-Gattersleben. Schlalach kam so an das Amt Saarmund. Daraufhin wurde das Gut aufgelöst. Das Land wurde aufgeteilt und erbverpachtet. Dadurch gelang es dem Dorf, einen kleinen Wohlstand zu erwirtschaften. Nach 1700 waren Papiermacher im Ort ansässig.
1837 gab es in Schlalach 60 Wohnhäuser, 1902 waren es 102 Häuser. Im Jahr 1906 gab es drei Gaststätten im Dorf. In den Jahren 1922 und 1923 wurde Schlalach an das elektrische Stromnetz angeschlossen.
Zum Ende des Zweiten Weltkrieges war Schlalach stark umkämpft, weshalb ein großer Teil der Einwohner den Ort verließ. Nach Ende der Kämpfe hatte Schlalach nur noch drei Einwohner. Zu DDR-Zeiten gründete sich 1953 eine Landwirtschaftliche Produktionsgenossenschaft in Schlalach. Zehn Jahre später erhielt das Dorf eine elektrische Straßenbeleuchtung. Zwischen 1970 und 1982 wurde das Straßen- und Kanalnetz ausgebaut. Nach der Wende wurden die Straße nach Treuenbrietzen erneuert, das Feuerwehrhaus ausgebaut und der Dorfplatz in Schlalach wurde umgestaltet.
Schlalach lag seit jeher im Königreich Preußen. Am 25. Juli 1952 wurde die Gemeinde dem damals neu gebildeten Kreis Belzig im Bezirk Potsdam zugeordnet. Nach der Wende lag Schlalach im Landkreis Belzig in Brandenburg und schloss sich am 11. Februar 1992 dem Amt Niemegk an. Nach der Kreisreform in Brandenburg am 6. Dezember 1993 kam Schlalach schließlich zum neu gebildeten Landkreis Potsdam-Mittelmark. Zum 1. Juli 2002 wurde Schlalach zusammen mit den bis dahin ebenfalls eigenständigen Gemeinden Haseloff-Grabow, Nichel und Niederwerbig zu der neuen Gemeinde Mühlenfließ zusammengelegt.

## Dorfkirche

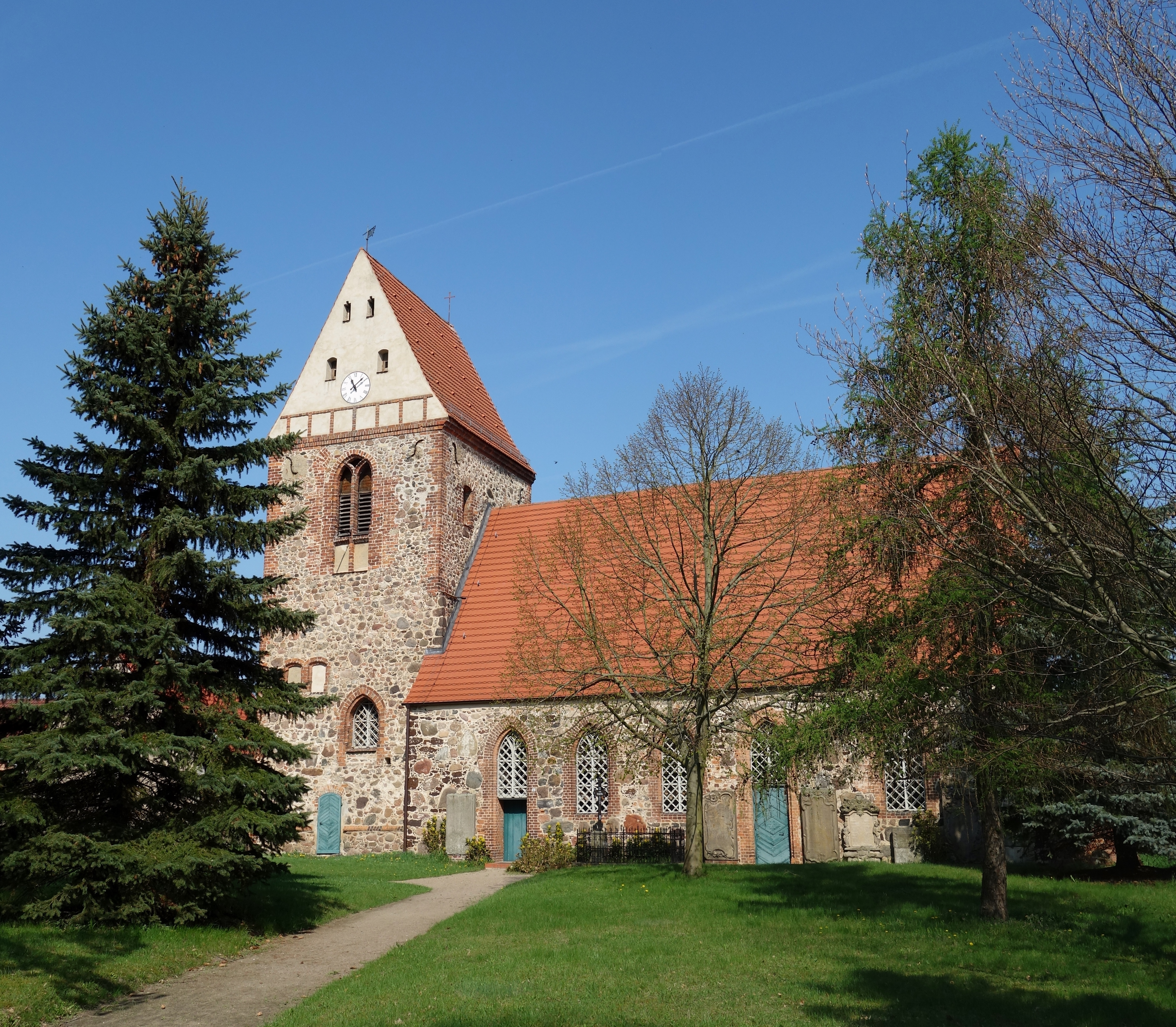
Dorfkirche

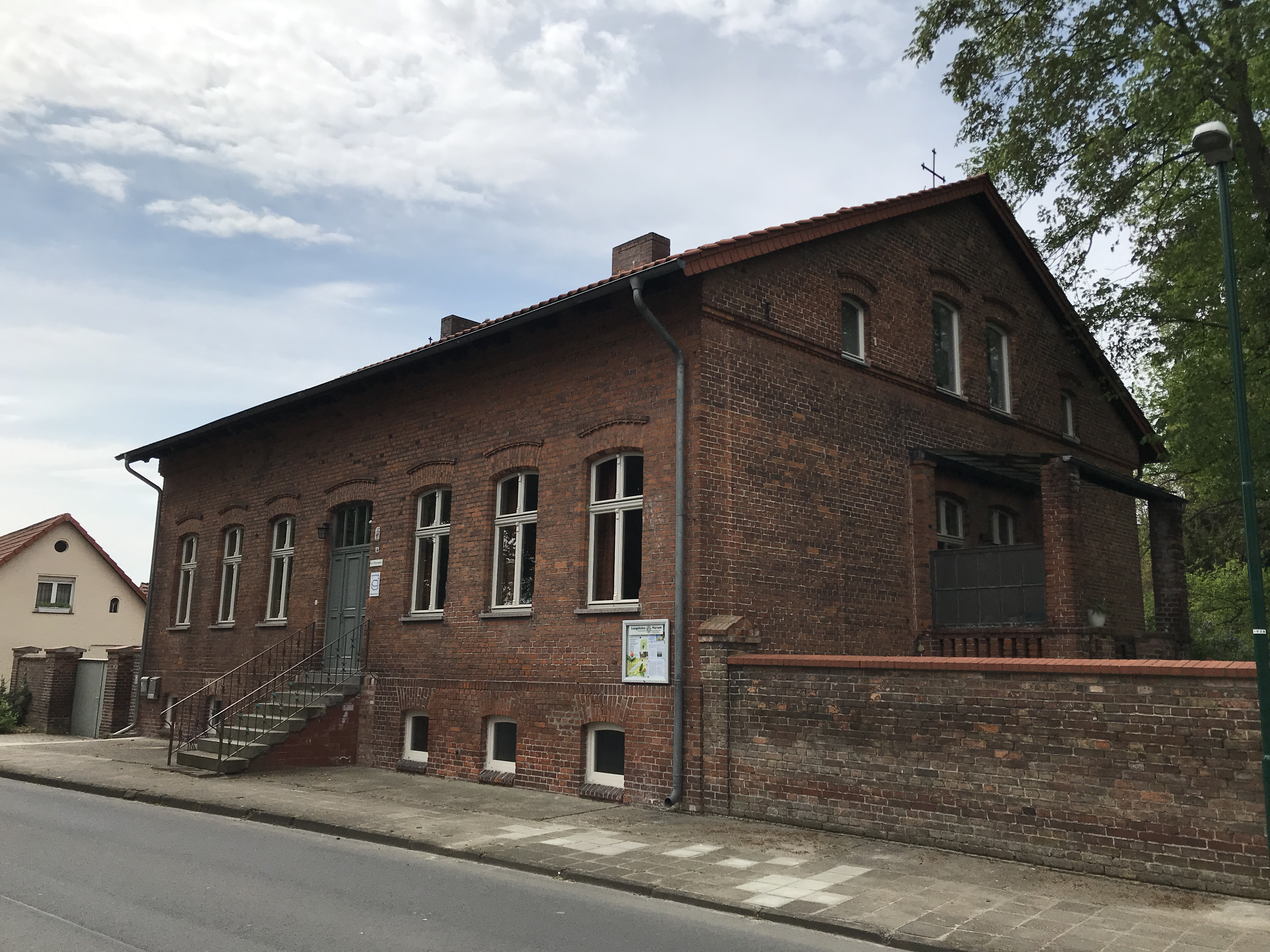
Pfarrhaus Schlalach

Die Dorfkirche von Schlalach wurde im Jahr 1500 als Feldsteinkirche errichtet. Womöglich gab es schon vorher eine Kirche aus Holz, deren Existenz allerdings nicht nachgewiesen ist. Der Altar der Kirche wurde 1522 während des Bildersturms in Wittenberg an die Familie von Oppen verkauft und von dieser in der Kirche aufgestellt. Im Innenraum der Kirche gibt es eine Hufeisenempore aus dem Jahr 1695 sowie an der Westseite eine zweigeschossige Orgelempore. Die Decke der Kirche ist ein Tonnengewölbe mit datierten Bemalungen aus dem Jahr 1715. Die Glocke stammt aus dem Jahr 1482.
Im Jahr 1862 wurde die Kirche umfassend saniert. Dabei wurde sie mit großen neugotischen Fenstern versehen. Gegen Ende des Zweiten Weltkrieges wurde der Kirche die Spitze des Kirchturms abgeschossen, diese wurde bis heute nicht rekonstruiert. Schlalach ist Sitz einer Kirchengemeinde, die zum Kirchenkreis Mittelmark-Brandenburg gehört und Teil der Evangelischen Kirche Berlin-Brandenburg-schlesische Oberlausitz ist.

## Bevölkerungsentwicklung
| 1875 | 484 | 1939 | 439 | 1981 | 395 |
| 1890 | 494 | 1946 | 610 | 1985 | 377 |
| 1910 | 493 | 1950 | 628 | 1989 | 373 |
| 1925 | 474 | 1964 | 460 | 1995 | 365 |
| 1933 | 461 | 1971 | 444 | 2001 | 352 |

## Windpark Schlalach
2010 wurde in Schlalach ein Windpark errichtet. Dieser besteht aus 22 Anlagen vom Typ Enercon E32/E2 mit einer Nennleistung von jeweils 2,3 MW. Die Nabenhöhe der Anlage beträgt 138 Meter. Die Anlage wurde zunächst mit 16 Anlagen gebaut, 2016 kamen sechs weitere hinzu. Die Anlagen haben einen Rotordurchmesser von je 82 Metern. Aufgrund schwieriger Bodenverhältnisse steht jede Windkraftanlage auf Pfählen.
Aufgrund einer Bürgerstiftung sowie Geldmittel durch das Verpachten von Land zugunsten des Windparks profitieren die Einwohner von Schlalach durch den Windpark und stehen dem Projekt wohlwollend gegenüber. Aus dem Kapital der Bürgerstiftung wurde im Ort unter anderem ein Kinderspielplatz errichtet.

## Persönlichkeiten
Der Ökonom und Kirchenpolitiker sowie späterer Domherr von Halberstadt, Matthias von Oppen, wurde 1565 in Schlalach geboren. 1725 wurde in Schlalach der Pastor und volkserzieherische Schriftsteller Christian Friedrich Germershausen geboren. Der Schriftsteller Walter Nichelmann wuchs in Schlalach auf, arbeitete lange Zeit auf dem Hof seines Vaters und lebte hier wieder bis zu seinem Tod.

## Nachweise
1. ↑  Gemeinde- und Ortsteilverzeichnis des Landes Brandenburg. Landesvermessung und Geobasisinformation Brandenburg (LGB), abgerufen am 9. Juli 2020.
2. 1 2 3 4  Die Geschichte Schlalachs. In: schlalach.de. Abgerufen am 24. Juni 2017.
3. 1 2  Schlalach. In: amt-niemegk.de. Amt Niemegk, abgerufen am 24. Juni 2017.
4. ↑  Schlalach (Ev. Dorfkirche)/Dorfgeschichte. In: fu-berlin.de. Abgerufen am 2. Juli 2017.
5. ↑  George Adalbert von Mülverstedt (Hrsg.): Geschichte des altadeligen Geschlechts von Oppen. Band 1, E. Baensch jun., Magdeburg 1898, S. 215.
6. ↑  Moritz Maria von Weittenhiller: Genealogisches Taschenbuch der Ritter- und Adels-Geschlechter. Vierter Jahrgang, Buschak & Irrgang, Brünn/Wien 1878, S. 403.
7. ↑  Bernhard Koerner (Red.), Ad. M. Hildebrandt (Zeichnungen): Genealogisches hanbuch bürgerlicher Familien. ff. Deutsches Geschlechterbuch, Achter Band, Hrsg. Herold (Verein), W. T. Bruer, Berlin 1901, S. 136.
8. ↑  Schlalach im Geschichtlichen Ortsverzeichnis. Abgerufen am 24. Juni 2017.
9. ↑  Eintrag im Verzeichnis der EKBO
10. ↑  Historisches Gemeindeverzeichnis des Landes Brandenburg 1875 bis 2005. (PDF; 331 KB) Landkreis Potsdam-Mittelmark. Landesbetrieb für Datenverarbeitung und Statistik Land Brandenburg, Dezember 2006, abgerufen am 24. Juni 2017.
11. ↑  Windpark Schlalach. In: proplanta.de. Abgerufen am 24. Juni 2017.
12. ↑  Bürgerstiftung kauft Sportplatz mit Vereinshaus. In: maz-online.de. Märkische Allgemeine, 8. Juni 2017, abgerufen am 24. Juni 2017.
13. ↑  Schlalach in der RBB-Sendung Landschleicher. In: rbb-online.de. Rundfunk Berlin-Brandenburg, 12. April 2015, abgerufen am 24. Juni 2017.
14. ↑  Ferdinand Hirsch: Mitteilungen aus der historischen Literatur. XXXIX. Jahrgang, Hrsg. Historische Gesellschaft in Berlin, Weidmann, Berlin 1911, S. 343.

Haseloff-Grabow mit den Gemeindeteilen Haseloff und Grabow |
Nichel |
Niederwerbig mit dem Gemeindeteil Jeserig |
Schlalach